# Big Pussy Bonpensiero
Salvatore "Big Pussy" Bonpensiero fiktivni je lik iz HBO-ove televizijske serije Obitelj Soprano kojeg je glumio Vincent Pastore. Big Pussy je bio jedan od suradnika Tonyja Soprana i jedan od njegovih najbliskijih prijatelja.

## Životopis
Sin Lina Bonpensiera, Salvatore Bonpensiero počeo je kao provalnik, a zbog te činjenice u početku je svoje karijere postao poznat kao "Big Pussy". Postoji vjerojatnost kako je isprva bio poznat samo kao "Pussy" i da je preuzeo "Big Pussy" kako ga ne bi mijenjali za "Little Pussyja" Malangu.
Zajedno sa svojim bratom Edwardom "Dukeom" Bonpensierom vodio je automehaničarsku radionicu. 1976. je oženio svoju ženu, Angelu. Bio je suradnik "Johnny Boya" Soprana, kojeg je podupirao tijekom nemira 1983. Bonpensiero je ubrzo postao član mafije te od tada služio kao vojnik u ekipi Soprano. Ostao je odan obitelji Soprano i podupro želju Johnny Boya da njegov sin, Tony Soprano, postane kapetan ekipe nakon Johnny Boyeve smrti 1986. Bonpensiero je tijekom svoje karijere surađivao s dugogodišnjim vojnicima iz ekipe Soprano Pauliejem "Walnutsom" Gualtierijem i Silviom Danteom. Nakon smrti starijeg Soprana, Bonpensiero je preuzeo Johnny Boyjevu tradiciju odijevanja u kostim Djeda Mraza i u božićno vrijeme u pozadini Satriale's djeci dijelio darove.
Bonpensiero je bio dobrodušan čovjek koji je bio brižan prema svojoj ženi i troje djece. No, novac koji je zarađivao u mafiji nikad nije bio dovoljan za odgajanje djece i njihovo školovanje; zato je počeo dilati heroin sa strane. Soprano, njegov kapetan, i Jackie Aprile Sr., tada izvršni šef obitelji, bili su svjesni njegova zastranjivanja i zatražili od njega da prestane dilati. Aprile mu je rekao, ako mu je potreban novac, da je trebao doći njemu. Nejasno je zašto je Bonpensiero odbio financijsku pomoć svoga šefa, iako je moguće kako je presudio njegov ponos da ne bude dužan svome šefu.
U to mu je vrijeme pristupio FBI i dao mu izbor ili da radi za njih kao doušnik protiv Tonyja Soprana i njegove mafijaške obitelji ili da se suoči s mogućnošću zatvorske kazne od minimalno 30 godina. Pristao je, a FBI mu je dodijelio agenta Skipa Liparija. Kao doušnik se prvi put pojavljuje u epizodi "Do Not Resuscitate".
U brojnim prisjećanjima na 1995. prikazuje se kako je Bonpensiero odigrao ključnu ulogu u organiziranju sastanka Juniora Soprana i izvršnog šefa Jackieja Aprilea. Otputovao je u Boca Raton kako bi nagovorio Juniora da se vrati u New Jersey i razriješi svađu u vezi kamiona u koju se upetljao s Aprileom. Na sastanak je zakasnio i za to okrivio zdravstvene probleme majke svoje ljubavnice. Te se godine pojavio na božićnoj zabavi odjeven kao Djed Mraz i pripit. Naljutio se kad ga je Gualtieri zagrlio, raspitivao se o nekim poslovima Sopranovih i umalo se potukao s Christopherom Moltisantijem. Tony se kasnije sjetio ovih događaja i zaključio kako je Bonpensiero morao postati doušnik prije toga. To se pokazuje pogrešnim u epizodi "Do Not Resuscitate" kad agent Skip Lapari kaže Pussyju "s nama si od '98."
Nakon što je uhićen tijekom kartaške partije koju je organizirao kapetan obitelji Soprano, Jimmy Altieri, korumpirani policajac Vin Makazian rekao je Sopranu kako u organizaciji ima doušnika i upro prstom u Bonpensiera. Tony je dodijelio zadatak Gualtieriju da ispita tvrdnje i da ga čak ubije ako svojim očima vidi kako nosi prisluškivač. Gualtieri je iznenadio Pussyja odvevši ga u tursku kupelj, gdje se ovaj odbio razodjenuti, izvlačeći se na krvni tlak. Iako je to izazvalo još više sumnji, Paulie ga nije smio ubiti jer ipak nije vidio mikrofon. Nakon toga neugodnog iskustva, Pussy je nestao. Tijekom njegova izbivanja, Gualtieri je preuzeo njegove rute, a ekipa je ubila Altierija (vjerujući kako je on doušnik FBI-a).
Ponovno se pojavio u domu Sopranovih 2000. tvrdeći kako je bio u Portoriku na terapiji leđa kod akupunkturista. Međutim, njegova vjerodostojnost zauvijek je bila uništena jer je Tony, nakon povratka iz Italije, reorganizirao svoju ekipu — Gualtieri će sada biti kapetan, jer je Tony postao izvršni šef, Dante Tonyjev savjetnik, a akvizicija Furio Giunta bit će u istom rangu s Bonpensierom unatoč njegovim godinama službe.
Bonpensiero je kasnije počeo surađivati i kasnije odao Lipariju informacije o prijevari s ukradenim avionskim kartama. Pussy je postajao sve više opsjednut svojom novom ulogom te počeo pratiti članove svoje ekipe, što je Lipari nazvao razvijanjem Stockholmskog sindroma. No, Pussy je nakon praćenja Christophera Moltisantija doživio prometnu nesreću i odustao od svoje opsesije.
Soprano je kasnije odustao od svoje slijepe vjere u Bonpensiera i shvatio izdaju svoga starog prijatelja nakon zloslutnog sna gdje se Pussy pojavio kao riba i rekao mu kako je znao od početka. Soprano je odlučio kako prije bilo kakve odluke mora biti siguran. Nakon toga je, zajedno sa Silviom, otišao do Pussyjeve kuće gdje je pronašao prisluškivač. Pod izlikom razgledavanja novog Tonyjeva broda, Pussy je otišao s njima do jahte, gdje ih je dočekao i Gualtieri. Nakon što su isplovili na pučinu, Soprano, Dante i Gualtieri suočili su svoga bivšeg prijatelja s optužbama. Bonpensiero je tvrdio kako je djelovao kao dvostruki agent kako bi dezinformirao FBI. Nakon što je shvatio kako mu je sudbina zapečaćena, Pussy ih je zamolio ga ne ustrijele u lice. Nakon toga je ustrijeljen i bačen u more, a trojicu je ubojica i dalje progonilo sjećanje na ubojstvo.

## Ubojstva koja je počinio Bonpensiero
- Jimmy Bones: zatučen u glavu čekićem jer je vidio Bonpensiera na sastanku s agentom FBI-a (2000.).
- Matthew Bevilaqua: ubijen od strane Tonyja i Pussyja zbog pokušaja ubojstva Christophera (2000.).

## Pojavljivanje u seriji nakon smrti
- "Mr. Ruggerio's Neighborhood": u uredu FBI-a u New Jerseyju gdje Skip Lipari pušta vrpce s Bonpensierom pokušavajući izvući informacije o Tonyjevu ubojstvu Matthewa Bevilaque, a FBI je prihvatio kako je Bonpensiero vjerojatno mrtav. Vincent Pastore potpisan je u ovoj epizodi jer se snimka prije toga nije puštala na ekranu.
- "Proshai, Livushka": kad Tony Soprano otvori ormar na okupljanju nakon sprovoda njegove majke Livije, u ogledalu se na kratko može vidjeti Big Pussyjev odraz.
- "...To Save Us All from Satan's Power": viđen u prisjećanju na 1995. i u Silviovu snu.
- "The Test Dream": pojavljuje se u Tonyjevu snu.
- "Remember When": Pussyjeva smrt ponavlja se u Pauliejevoj glavi, a Pussy se kasnije može vidjeti u njegovoj kuhinji ubrzo nakon što Tony razmišlja o tome da ubije Paulieja.

## Vanjske poveznice
- Profil Big Pussyja Bonpensiera na hbo.com
- Big Pussy Bonpensiero u internetskoj bazi filmova IMDb-u